# Rodrigue Berton des Balbes de Crillon
Pour les articles homonymes, voir Maison de Crillon.
Marie Gérard Louis Félix Rodrigue de Berton des Balbes de Crillon, 2e et 5e duc de Crillon (Paris, 15 décembre 1782 - Paris, 20 avril 1870) est un homme politique et militaire français.

## Biographie
Il est issu de la Maison de Crillon, fils de Félix de Berton des Balbes de Crillon, 1er duc français et 4e duc pontifical de Crillon, pair de France et de Marie Charlotte Carbon.

### États de service militaire
Sous l'Empire, il sert dans les armées impériales comme capitaine, aide de camp du général Dessolles.
A la première Restauration, il est nommé sous-lieutenant de la 7e compagnie de Mousquetaires et prend rang de colonel la même année, tout en conservant sa position de sous-lieutenant.
En mars 1815, il accompagne le Roi à la frontière où sa compagnie est licenciée.
Après s'être tenu à l'écart durant les cent-jours, il reprend son service en juillet 1815, et à la suppression des compagnies rouges, est nommé colonel de la légion des Basses-Alpes, devenue en 1820, le 2e régiment d'infanterie légère. Il commande neuf ans durant ce régiment et fait, en 1823, la campagne d'Espagne.
Le 8 juin, il se distingue à une affaire brillante dans la Sierra-Morena, à Despena-Peros, où la division Placencia est culbutée. Le lendemain, le général espagnol, ayant rallié ses forces, occupait une position avantageuse et son feu maltraitait fort les chasseurs de la garde royale, retenus au port d'armes par les difficultés du terrain. Le duc de Crillon fit tourner les hauteurs par ses compagnies de voltigeurs ; à la tête du reste de son régiment, il franchit le ravin qui le séparait de l'ennemi et emporte la position au pas de charge.
A Xérès de la Frontera, il est détaché avec un bataillon, occupe San-Lucar, y laisse garnison et s'empare d'Algésiras que l'ennemi avait abandonné.
Il y reçoit sa nomination au grade de maréchal de camp à la date du 11 août 1823.

### Vie politique
Dès 1820, le duc de Crillon avait succédé à la dignité de pair de France dont son père était revêtu. Il se montre très modéré à la Chambre des pairs, où il combat la loi sur la réduction de la rente 5 %, favorable à l'État mais défavorable à la masse des rentiers.
En 1830, il se rallie à Louis-Philippe et continue à siéger à la chambre des Pairs jusqu'en 1848. À cette époque, il est aussi mis à la retraite de l'armée.
Il est membre de la Société de l'histoire de France en 1834.
Il a exercé une inspection générale et présidé des collèges électoraux ; le conseil général de l'Oise le compte  de 1833 à 1864 au nombre de ses membres comme représentant du canton de Songeons.
Il meurt en sa résidence parisienne, 121, rue de Lille, septième arrondissement, le 22 avril 1870, et est inhumé à Crillon.
Il est le dernier titulaire du titre pontifical de duc de Crillon, conféré par le pape Benoit XIII à son aïeul, du titre espagnol de duc de Mahon, et du titre français de duc et pair conféré à son père par le Roi de France Louis XVIII.

### Mariage et descendance
Il épouse, le 15 juin 1806, Françoise Victurnienne Zoé de Rochechouart de Mortemart (1787-1849), fille de Victurnien Bonaventure de Rochechouart de Mortemart, ancien député aux Etats-généraux de 1789, Pair de France en 1815, et de Marie Céleste Adélaïde de Nagu. Ils ont cinq filles : 
- Ernestine Victurnienne de Berton des Balbes de Crillon (22 août 1807 - 22 août 1863) épouse en 1829 Ferdinand de Grammont, 5e marquis de Villersexel (6 juin 1805 - 7 juin 1889), dont descendance ;
- Stéphanie Victurnienne de Berton des Balbes de Crillon (5 mai 1809 - 7 avril 1895) épouse en 1832 Sosthène de Chanaleilles, 2e marquis de Chanaleilles (1er octobre 1807 - 15 avril 1893), dont descendance ;
- Valentine Victurnienne Louise de Berton des Balbes de Crillon (12 janvier 1812 - 11 janvier 1890) épouse en 1832 Charles Jérôme Pozzo di Borgo, 1er duc Pozzo di Borgo (2 septembre 1791 - 20 février 1879), dont descendance ;
- Louise Victurnienne de Berton des Balbes de Crillon (2 mars 1818 - 8 octobre 1885) épouse en 1838 Victor Charles Antoine de Riquet de Caraman, 3e duc de Caraman (7 février 1811 - 4 avril 1868), dont descendance ;
- Juliette Victurnienne Anne de Berton des Balbes de Crillon (23 septembre 1822 - 29 mars 1900) épouse en 1843 Adélaïde Marie Charles Sigismond de Lévis-Mirepoix, marquis de Lévis-Mirepoix (24 août 1821 - 2 juillet 1886), dont descendance[4].

## Distinctions

### Décorations françaises
- Grand officier de la Légion d'honneur (décret du 30 mai 1837)[5].
  -  Commandeur de la Légion d'honneur
  -  Officier de la Légion d'honneur
  -  Chevalier de la Légion d'honneur
- Chevalier de l'Ordre royal et militaire de Saint-Louis

### Décorations étrangères
Espagne
- Grand d'Espagne (première classe)
- Commandeur de l'Ordre de Saint Ferdinand d'Espagne